# Loparo (Capodistria)
Loparo (in sloveno Lopar) è un insediamento di 111 abitanti del comune sloveno di Capodistria, nell'Istria settentrionale.
Il centro abitato è posto su un colle, a un'altitudine di 303 m s.l.m., che separa le brevi valli del Pignovazzo o Dragogna piccolo (Pinjevec) e di un suo affluente. Il primo sorge poco a nord di Gracischie, mentre il secondo sgorga dal Colle di Zabavia (Zabavaska varda), che si erge ad un'altitudine di 405 m s.l.m.
L'abitato fu chiamato in precedenza con i nomi Luparo, Lupar e Neoparo, deriva forse dal lupo.
Il villaggio, a seguito della donazione dell'imperatore Corrado II, pervenne ai patriarchi di Aquileia nel 1028 i quali lo devolsero ai vescovi di Capodistria. Questa baronia, per investitura vescovile, venne in feudo di nobili famiglie capodistriane fin dal XV secolo; quindi divenne feudo della famiglia Verzi nel 1534. Nel 1705 il vescovo Naldini investì i Smerli di Loparo del feudo di un maso situato nel territorio.
La piccola chiesa di S. Ruffo con annesso cimitero, al termine del paese, ha un campanile a vela con una piccola campana. La chiesa è stata ricostruita nella sua parte superiore come si nota dalla muratura non intonacata; non porta né date né iscrizioni ed è sottoposta alla parrocchia di Truscolo.
Secondo quanto narrò il vescovo Tommasini di Cittanova, nel 1545, il vescovo di Capodistria Pier Paolo Vergerio si sarebbe recato a Loparo. Nella chiesa egli avrebbe fatto levare molte lastre del pavimento e rinvenuto sotto di esse monete ed altri arredi sacri qui sepolti dal tempo della guerra di Chioggia, forse già nel 1354. Il Tommasini asserì di aver desunto tutto ciò dalle carte del processo contro il Vergerio che a suo tempo erano state depositate presso l'archivio di Cittanova. Sembra un po' strano, considerato che Loparo dipende dalla diocesi capodistriana. Da questi documenti risultò pure che, mentre il Vergerio commetteva questo sacrilegio, un fulmine si levasse sopra Loparo scatenando un terribile temporale. Quelle preziose cose appartenevano già alla cappella nella quale era stato sepolto S. Ruffo.
Loparo è legato al leggendario rinvenimento delle reliquie di San Ruffo, martire capodistriano, che gli sloveni chiamano Sveti Tavisi. Prospero Petronio, nel XVII secolo asserì che le reliquie furono trasportate a Momiano.